# Peristernia
Peristernia là một chi ốc biển, là động vật thân mềm chân bụng sống ở biển trong họ Fasciolariidae.

## Các loài
Các loài trong chi Peristernia gồm có:
- Peristernia aethiops Macpherson, 1959[2]
- Peristernia angulata (G.B. Sowerby III, 1888)[3]
- Peristernia aureocincta Sowerby, 1875[4]
- Peristernia australiensis (Reeve, 1847)[5]
- Peristernia bicolor (Küster & Kobelt, 1874)[6]
- Peristernia bonasia (Martens, 1880)
- Peristernia brazieri Angas, 1877[7]: đồng nghĩa của Nodopelagia brazieri (Angas, 1877)
- Peristernia canthariformis Melvill, 1891[8]
- Peristernia castanoleuca Tapparone-Canefri, 1879[9]
- Peristernia chlorostoma (Sowerby, 1825)[10]
- Peristernia clathrata (Valenciennes, 1840)[11]
- Peristernia columbarium (Gmelin, 1791)[12]
- Peristernia cremnochione Melvill, 1891[13]
- Peristernia crocea (Gray, 1839)[14]
- Peristernia decorata (Adams, 1855)[15]
- Peristernia despecta (Adams, 1855)[16]
- Peristernia forskalii (Tapparone-Canefri, 1875)[17]
- Peristernia fragaria Wood[18]: đồng nghĩa của Engina fragaria (W. Wood, 1828)
- Peristernia funiculata (Tapparone-Canefri, 1882)[19]
- Peristernia fuscotincta (G.B. Sowerby III, 1886)[20]
- Peristernia gemmata (Reeve, 1847)[21]
- Peristernia granulosa (Pease, 1868)[22]
- Peristernia hilaris Melvill, 1891[23]
- Peristernia incarnata [24]: đồng nghĩa của Peristernia reincarnata Snyder, 2000
- Peristernia incerta Schepman, 1911[25]
- Peristernia iniuensis Melvill, 1891[26]
- Peristernia jeaniae (Melvill, 1911)[27]
- Peristernia lirata (Pease, 1868)[28]
- Peristernia loebbeckei (Küster & Kobelt, 1876)[29]
- Peristernia melanorhyncus (Tapparone-Canefri, 1882)[30]
- Peristernia nassatula (Lamarck, 1822)[31]
- Peristernia philberti (Récluz, 1844)[32]
- Peristernia pulchella (Reeve, 1847)[33]
- Peristernia reincarnata Snyder, 2000[34]
- Peristernia retiaria Melvill, 1891[35]
- Peristernia rollandi (Bernardi & Crosse, 1861)[36]
- Peristernia rosea (Reeve, 1846)[37]
- Peristernia scabra (Souverbie, 1869)[38]
- Peristernia smithiana Melvill, 1891[39]
- Peristernia sowerbyi (Melvill, 1907)[40]
- Peristernia squamosa (Pease, 1863)[41]
- Peristernia striata (Pease, 1868)[42]
- Peristernia sulcata (Gray, 1839)[43]
- Peristernia taitensis (Lesson, 1842)[44]
- Peristernia taylorianus (Reeve, 1848)[45]
- Peristernia tulipa (Lesson, 1841)[46]
- Peristernia ustulata (Reeve, 1847)[47]
- Peristernia venusta Smith, 1911[48]
- Peristernia violacea (Reeve, 1847)[49]
- Peristernia xantochrous (Tapparone-Canefri, 1880)[50]
- Peristernia zealandica (Küster & Kobelt, 1876)[51]